# 大希延山 (格拉魯斯山)
46°40′05″N 8°38′18″E / 46.668138°N 8.63839°E

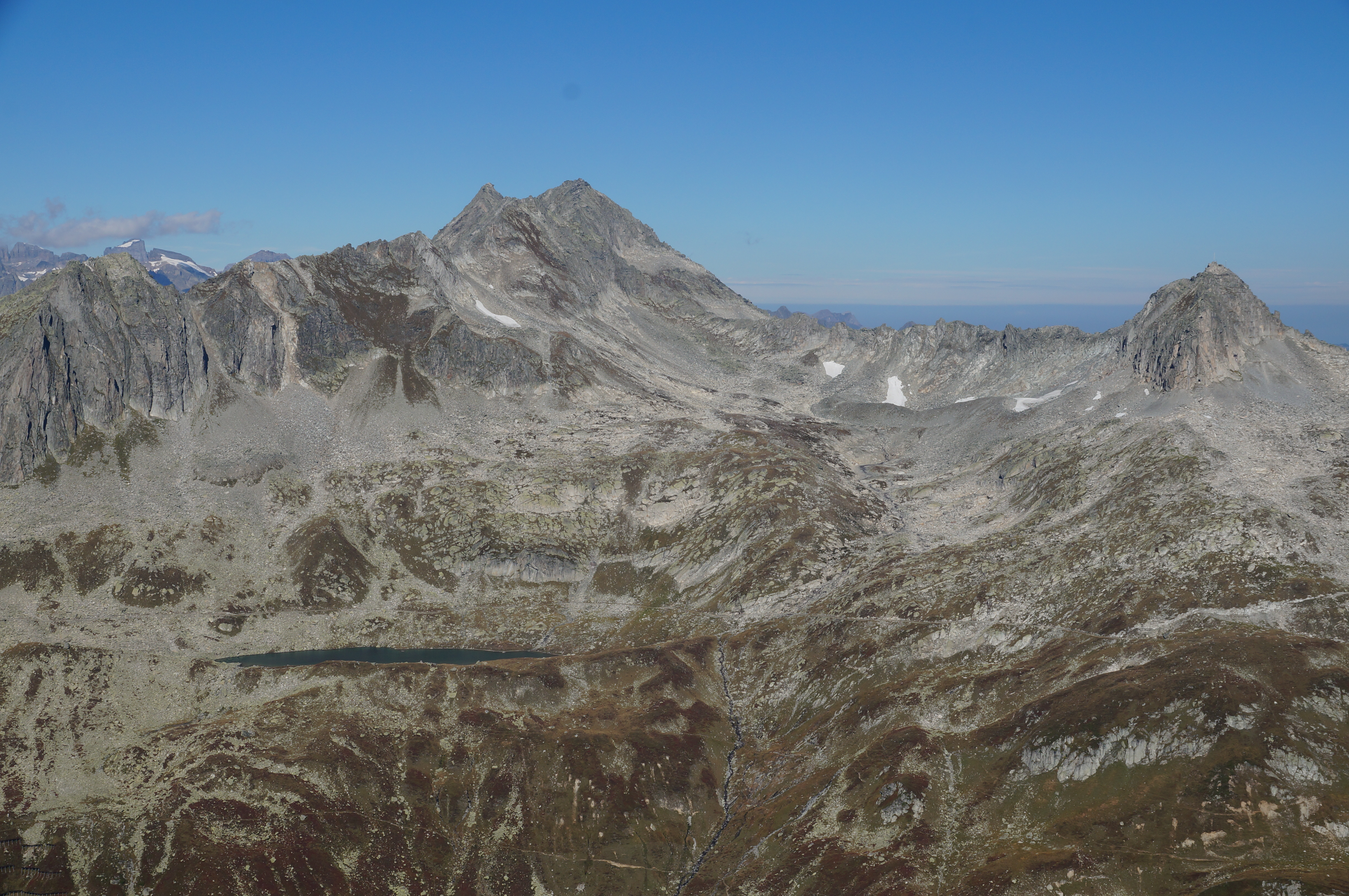

大希延山（Gross Schijen），是瑞士的山峰，位於該國中部，由烏里州負責管轄，屬於格拉魯斯山的一部分，該山峰海拔高度2,785米，每年平均降雨量2,385毫米。